# Soldier of Fortune: Payback
Soldier of Fortune: Payback (в русской локализации — «Солдат удачи: Расплата») — компьютерная игра в жанре шутера от первого лица, разработанная словацкой студией Cauldron и изданная компанией Activision в 2007 году в версиях для Windows, Xbox 360 и PlayStation 3. Официальным дистрибьютором игры на территории России, стран СНГ и Балтии выступила фирма «1С».
«Расплата» является третьей частью серии «Солдат удачи», но сюжетно связана с предыдущими играми только одной и той же организацией «Контора» (англ. «Shop»).

## Игровой процесс
Soldier of Fortune: Payback представляет собой линейный шутер от первого лица с традиционным для жанра геймплеем, рассчитанный как на однопользовательскую, так и на многопользовательскую игру. Одиночный режим представлен в виде кампании, насчитывающей 14 миссий. Игрок передвигается по уровням, выполняя задания, и попутно уничтожает большие количества врагов. В игре отсутствуют какие-либо транспортные средства. Перед заданиями игрок может выбирать разнообразное оружие и гранаты. После каждого выполненного задания в арсенале открывается новое снаряжение. Особенностью игры является «расчленёнка»: игрок может выстрелами из оружия и разрывными гранатами расчленять тела врагов на отдельные части.

## Сюжет
Агенты Мейсон и Миллер получают задание обеспечить безопасность китайского дипломата Кван Ли, который располагает сведениями о причастности правительства КНР к использованию рабского труда на строительстве нефтепровода в Ираке. Они обеспечивают его безопасность, но неожиданно Миллер убивает Кван Ли и пытается убить самого Мейсона, объясняя это тем, что «они наёмные солдаты» и он всего лишь получил больше денег от других людей. Взрыв джипа обрывает Миллера и в завязавшейся схватке Мейсон убивает напарника. Дальше по данным Кассандры Деккер Мейсон узнает, что в организации появился «крот», а смерть Кван Ли привела к многочисленным международным конфликтам. После этого Мейсону предстоит отправиться в Азию, на Ближний Восток, в Африку, а в конце побывать в Донецке, чтобы расстроить планы международного террориста Итана Уолла, а после этого увязнуть в более серьёзной проблеме.
Игра завершается на самом интересном месте и намёком на явное продолжение, но провал и низкие показатели продаж буквально заставили разработчиков отменить разработку четвёртой части.

## Мультиплеер
В одном матче может играть до 12 игроков включительно. Присутствует 5 режимов многопользовательской игры: deathmatch и его командная модификация, «Захват флага», «Разрушение» и «Устранение». Доступно пять карт.

## Региональная цензура

### Запрет в Австралии
Австралийская аттестационная комиссия отказалась выдать Soldier of Fortune: Payback возрастной рейтинг, тем самым запретив продажу игры на территории страны. После этого Activision модифицировала игру, убрав или уменьшив количество и детальность спорных элементов типа насилия, крови и т. д. Расчленёнка была полностью убрана. После этой модификации игра вновь была рассмотрена OFLC и получила рейтинг «MA15+». Эта версия вышла в Австралии 27 февраля 2008 года.
 Однако полная нецензурированная версия игры через некоторое время вышла в Новой Зеландии с рейтингом «R18».

## Разработка игры
Официальный анонс Soldier of Fortune: Payback состоялся в октябре 2007 года.

## Критические отзывы
| Сводный рейтинг       | Сводный рейтинг | Сводный рейтинг | Сводный рейтинг |
| Издание               | Оценка          | Оценка          | Оценка          |
| Издание               | PC              | PS3             | Xbox 360        |
| --------------------- | --------------- | --------------- | --------------- |
| GameRankings          | 40,10 %         | 49,17 %         | 50,01 %         |
| Metacritic            | 45 %            | N/A             | N/A             |
| MobyRank              | 46 %            | N/A             | N/A             |
| Иноязычные издания    |                 |                 |                 |
| Издание               | Оценка          | Оценка          | Оценка          |
| Издание               | PC              | PS3             | Xbox 360        |
| Eurogamer             | N/A             | 3/10            | N/A             |
| GameSpot              | N/A             | N/A             | 4,5/10          |
| IGN                   | 6,1/10          | N/A             | N/A             |
| OXM                   | N/A             | N/A             | 4,5/10          |
| Empire                | [ 19 ]          | N/A             | N/A             |
| Русскоязычные издания |                 |                 |                 |
| Издание               | Оценка          | Оценка          | Оценка          |
| Издание               | PC              | PS3             | Xbox 360        |
| Absolute Games        | 37 %            | N/A             | N/A             |
| «Игромания»           | 5,5/10          | N/A             | N/A             |
| «ЛКИ»                 | 36 %            | N/A             | N/A             |
| «НИМ»                 | 5,5/10          | N/A             | N/A             |
| «Страна игр»          | 6,0/10          | N/A             | N/A             |

Средняя оценка PC-версии игры, выведенная агрегатором MobyGames на основании 17 рецензий, составила 46 %.
Алексей Копцев («Страна игр») воспринял Soldier of Fortune: Payback как «красочное, хоть и примитивное развлечение на один вечер», отнеся к плюсам игры «шустрый движок, живописные экзотические пейзажи и выразительный саундтрек, большой арсенал разнообразного оружия, реки крови и горы мяса». Говоря о недостатках шутера, рецензент отметил «бородатый» сюжет, неудобную систему чекпоинтов, несбалансированность и «невероятно тупых» врагов, основная масса которых «просто прёт на рожон, полностью пренебрегая не только всякой тактикой, но и здравым смыслом».
Русскоязычный игровой сайт Absolute Games очень низко оценил игру, поставив ей оценку 37 % со статусом «плохо». Положительно была оценена лишь графика игры, за которую отвечает игровой движок CloakNT. Все остальные элементы и составляющие игры были оценены очень отрицательно. «…поклонникам серии (и вообще всем здравомыслящим людям) к „третьей части“ советую не подходить» — вердикт рецензента.
Илья Янович («Игромания») выразил недовольство по поводу отсутствия в игре физики, разрушаемости и возможностей для манёвра. «Играть в Payback после Call of Duty 4 почти физически тяжело, — заметил рецензент. — Потому что здесь, по сути, всё то же самое, только с пятилетним лагом во времени».